# Hexatoma rama
Hexatoma rama är en tvåvingeart som beskrevs av Alexander 1955. Hexatoma rama ingår i släktet Hexatoma och familjen småharkrankar. Inga underarter finns listade i Catalogue of Life.